# Bielawy (gromada w powiecie głogowskim)
Bielawy – dawna gromada, czyli najmniejsza jednostka podziału terytorialnego Polskiej Rzeczypospolitej Ludowej w latach 1954–1972.
Gromady, z gromadzkimi radami narodowymi (GRN) jako organami władzy najniższego stopnia na wsi, funkcjonowały od reformy reorganizującej administrację wiejską przeprowadzonej jesienią 1954 do momentu ich zniesienia z dniem 1 stycznia 1973, tym samym wypierając organizację gminną w latach 1954–1972.
Gromadę Bielawy z siedzibą GRN w Bielawach utworzono – jako jedną z 8759 gromad na obszarze Polski – w powiecie głogowskim w woj. zielonogórskim na mocy uchwały nr V/14/54 WRN w Zielonej Górze z dnia 5 października 1954. W skład jednostki weszły obszary dotychczasowych gromad Bielawy i Różanówka oraz przysiółek Strzeszków z dotychczasowej gromady Borowiec ze zniesionej gminy Bytom Odrzański w tymże powiecie. Dla gromady ustalono 11 członków gromadzkiej rady narodowej.
1 stycznia 1958 gromadę włączono do powiatu nowosolskiego w tymże województwie, gdzie równocześnie została zniesiona, a jej obszar włączony do gromady Siedlisko tamże.